# Solotiza
Die Solotiza (russisch Золотица, Золотиица, Зимняя Золотица, Большая Золотица (Simnjaja Solotiza, Bolschaja Solotiza)) ist ein Zufluss des Weißen Meeres in der Oblast Archangelsk in Nordwestrussland.
Die Solotiza entspringt im westlichen Teil des Weißmeer-Kuloi-Plateaus. Sie fließt in überwiegend nordwestlicher Richtung durch den Rajon Primorsk und mündet an der Winterküste (Зимний берег) östlich des Dwinabusens in das Weiße Meer.
Die Solotiza hat eine Länge von 177 km. Sie entwässert ein Areal von 1950 km².
Die Solotiza wird von der Schneeschmelze als auch von Niederschlägen gespeist.
Der mittlere Abfluss beträgt 22,7 m³/s.